# Fiestas de Las Candelas y San Blas (San Leonardo de Yagüe)
Las Fiestas de Las Candelas y San Blas, popularmente conocidas como Las Candelas y San Blas son una celebración en honor a la Virgen de la Candelaria, San Blas, Los Capones y Virgen de Santa Águeda que tiene lugar anualmente en la villa española de San Leonardo de Yagüe en la Comunidad Autónoma de Castilla y León, provincia de Soria.
Se celebran los días 2, 3, 4 y 5 de febrero siendo su seña de identidad las danzas de paloteo (palo a modo de espada y cobertera a modo de escudo) que tienen lugar en el interior de la iglesia. Son una auténtica rememoración de ritos y danzas celtibéricas, que representan las raíces profundas del pueblo.
- Datos: Q25412726